# پیامدهای اجتماعی اندیشه فرگشتی
پیامدهای اجتماعی اندیشه فرگشتی یا پیامدهای اجتماعی نظریه فرگشتی، قابل توجه بوده‌است. همان‌طور که توضیح علمی تنوع زندگی گسترش یافته‌است، اغلب با توضیحات جایگزین، گاهی بسیار گسترده شده‌است. از آنجایی که نظریه فرگشت شامل توضیحی دربارهٔ خاستگاه بشریت است، تأثیر عمیقی بر جامعه بشری گذاشته‌است. برخی به شدت پذیرش توضیح علمی را به دلیل مفاهیم مذهبی درک‌شده آن رد کرده‌اند (مثلاً رد ضمنی آفرینش ویزه انسان‌ها که احتمالاً در کتاب مقدس شرح داده شده‌است). این موضوع سبب تضاد شدید بین آفرینش و فرگشت در آموزش عمومی، عمدتاً در ایالات متحده شده‌است.